# Gouvernement Persson
Royaume de Suède
Carlsson II Reinfeldt
Le gouvernement Persson (en suédois : Regeringen Persson) est le gouvernement du royaume de Suède du 22 mars 1996 au 6 septembre 2006.